# Cremanthodium prattii
Cremanthodium prattii là một loài thực vật có hoa trong họ Cúc. Loài này được (Hemsl.) R.D.Good mô tả khoa học đầu tiên năm 1929.